# フィロ・イコニャ

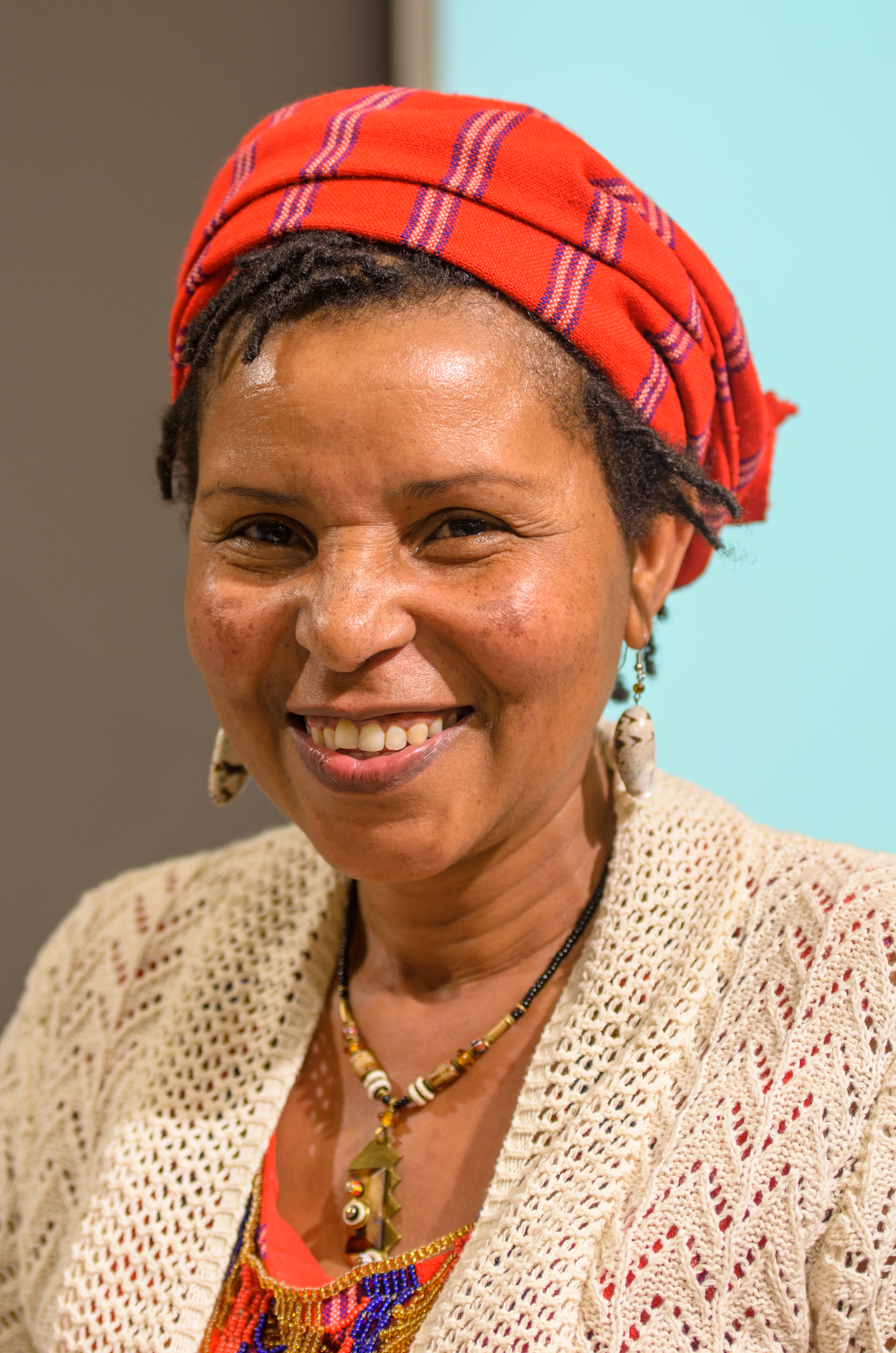
フィロ・イコニヤ (2012年)

フィロ・イコニヤ（Philo Ikonya、1959年 - ）は、ケニアの詩人で小説家、ジャーナリストで人権活動家である。 

## 履歴
ナイロビ大学に通い比較文学論で修士課程を修了、ケニアでは名前の知られた文筆家でケニアPEN協会会長を務め、新聞やインターネット上の雑誌に執筆。またラジオやテレビに出演するなど女性の人権擁護の活動をしてきた。
詩と小説を多く書いており、その政治的な発言と著述に対する露出な嫌がらせと脅迫が次第につのり、暴力事件に発展したことから 2009年にケニヤを脱出して亡命者となる。1年後、報道と出版の自由を守る都市のひとつスウェーデンのオスロで生活を始めると大学で言語学の講師を務め、著述のほかシンポジウムなどにて発表している。
スウェーデンで発表した小説に『Kenya, Will You Marry Me?』(2011年) 、詩集『Still Sings the Nightbird』(2013年) など。また10代の読者に人権を教える著作として電子書籍シリーズ Moran Integrity Readers に『Silence Is Shame』(2016年3月) がある。

## 注
1. ↑  シンポジウム "Africa in 2010" の分科会「Narrative Ethics」(物語の倫理) の討論では Chenjerai Hove 、Sihem Bensedrine 、Philo Ikonya 、ジョナサン・シャピロ（英語版）他と同席[1]。分科会は言論と報道の自由を守る団体 ICORN と出版社 Celan Flinders Publishers の共催である。